# Système d'amarrage Apollo

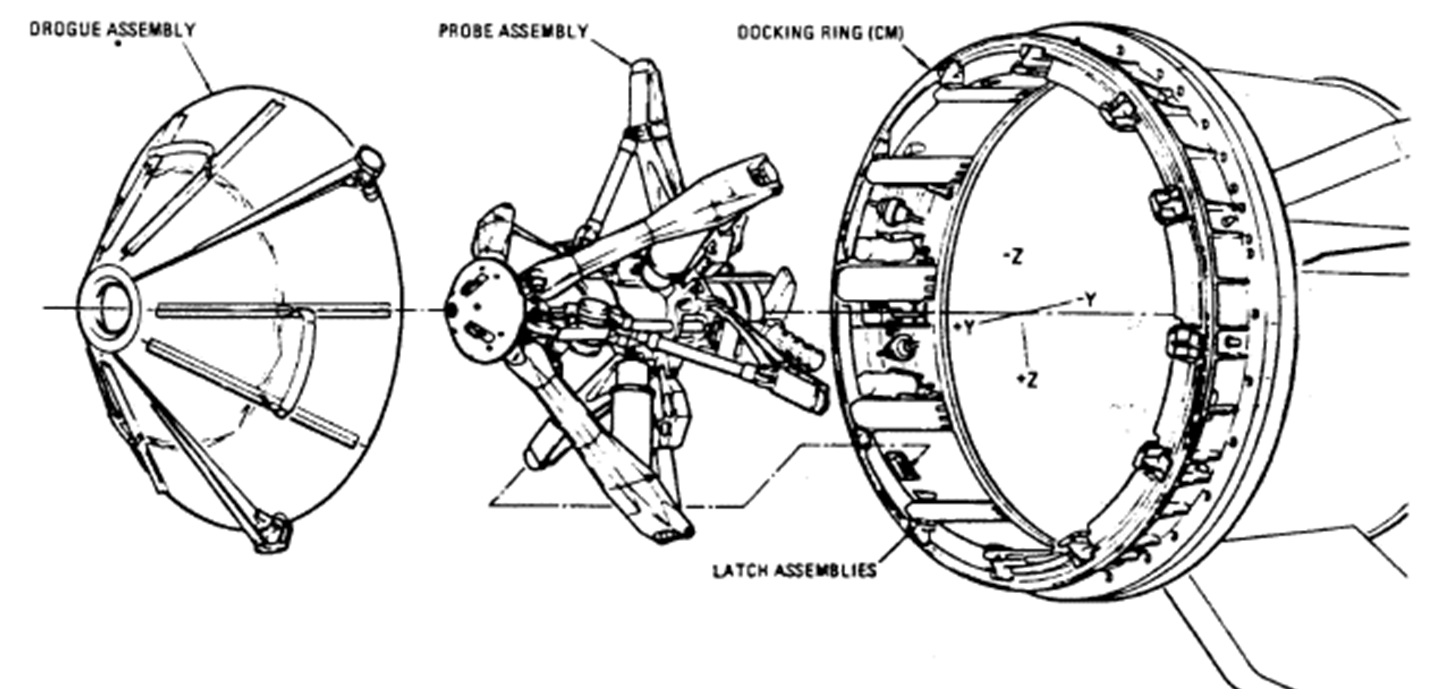
Système de sonde-cône. L’anneau d’amarrage fait partie du module de commande Apollo

Le Système d'amarrage d’Apollo était un système sonde-cône conçu pour permettre au module de commande et de service Apollo (CSM) de s’amarrer au module lunaire Apollo. Le même système a ensuite été utilisé pour les CSM Skylab 2, Skylab 3 et Skylab 4 pour s'amarrer à la station spatiale Skylab, et le CSM de la mission Apollo-Soyouz pour s'amarrer avec un adaptateur de module d'amarrage qui permettait l'amarrage avec le vaisseau spatial Soyouz 19. Il y avait 12 verrous,,.
Le système Apollo différait du système d'amarrage Gemini en ce qu'après le verrouillage, la sonde et le cône pouvaient être retirés manuellement pour permettre l'accès entre les deux engins amarrés. Les avancées de ce système ont joué un rôle déterminant dans la création de systèmes ultérieurs, comme ceux utilisés dans la navette spatiale américaine, la Station spatiale internationale et d'autres.
Le système d’amarrage Apollo a été utilisé avec succès dans treize missions en orbite terrestre et lunaire entre 1969 et 1975. Les seuls problèmes sérieux ont été rencontrés sur Apollo 14 et Skylab 2, lorsque les systèmes de sonde n'ont pas réussi à repérer le cône lors de tentatives d'amarrage répétées. Un amarrage réussi a finalement été accompli dans les deux missions.